# Струзан, Дрю
Дрю Струзан (англ. Drew Struzan; род. 14 марта 1947, Орегон-Сити) — американский художник, автор постеров более, чем к 150 картинам, включая франшизы «Звёздные войны», «Индиана Джонс», «Рэмбо», «Назад в будущее».

## Биография

### Ранний период
Дрю Струзан родился в Орегон-Сити, штат Орегон. В 1965 году в возрасте 18 лет поступил в Центральный художественный колледж дизайна в Западном Лос-Анджелесе в Калифорнии. Наставник Струзана посоветовал молодому художнику обратить внимание на изящные искусства или ремесло иллюстрирования, отметив, что в первом случае он сможет рисовать, что ему захочется, а во втором — зарабатывать деньги. Струзан решил стать иллюстратором. Вскоре он женился и стал отцом. В начале карьеры Струзан продавал свои работы и выполнял небольшие заказы. Пять лет спустя он окончил колледж со степенью бакалавра искусств. Некоторое время спустя он вернулся в колледж, переехавший в Пасадину в Калифорнии, в качестве преподавателя.
О своей карьере Струзан говорит следующее: «Я был беден и вечно голоден. Работа иллюстратора давала деньги на хлеб, это было проще, чем работа с галереями. В детстве у меня ничего не было. Я рисовал на туалетной бумаге — единственной бумаге, которая была под рукой. Вероятно, именно поэтому я люблю рисовать сегодня — это всё, что у меня было в прошлом».

### 1970-1980
После окончания колледжа Струзан остался жить в Лос-Анджелесе, где агентство «Pacific Eye & Ear» обеспечило его работой в студии дизайна. Там он начал создавать обложки для музыкальных альбомов под руководством Эрни Цефалу. В следующие пять лет Струзан создал обложки для огромного количества музыкантов, включая «Tony Orlando and Dawn», «The Beach Boys», «Bee Gees», Роя Орбисона, «Black Sabbath», Гленна Миллера, «Iron Butterfly», «Bach», «Earth, Wind & Fire» и «Liberace». Также он создал обложку альбома «Welcome to My Nightmare» Элиса Купера, которую журнал «Rolling Stone» включил в список «Top 100 Album Covers Of All Time». Несмотря на признание, Струзан зарабатывал от $150 до $250 за обложку.
Вместе с другом из кино-индустрии, Струзан основал маленькую компанию «Pencil Pushers», просуществовавшую восемь лет. К тому времени Струзан освоил технику работы с аэрографом, ставшую его визитной карточкой. Первый постер к фильму Струзан написал в 1975 году, в основном работая над постерами фильмов категории «Б» — «Империя муравьёв», «Пища богов» и др. В 1977 году Джордж Лукас обратился к художнику Чарльзу Уайту III, другу Струзана, чтобы тот нарисовал постер для картины «Звёздные войны». Уайт, который не специализируется на портретах, передал работу Струзану. В итоге, Струзан нарисовал портреты, а Уайт — космические корабли, роботов и Дарта Вейдера.
В период 1970—1980-х годов работал над постерами таких фильмов, как «Бегущий по лезвию», «Полицейская академия», «Назад в будущее», «Маппеты», «Первая кровь», «Рискованный бизнес», «Американский хвост», «Балбесы» и др. К тому времени Струзан создавал около 10 постеров в год. Струзан продолжил работу с Джорджем Лукасом, став автором логотипа компании «Industrial Light & Magic», а также создав постеры к фильмам «Звёздные войны» и «Индиана Джонс» — работы Дрю использовались в качестве главных рекламных материалов картин. Впоследствии, Струзан создал постеры и обложки по случаю выпуска картин на видео-носителях, а также для повторного выхода в прокат, обложки различной продукции (книг, видео-игр, афиш аттракционов и др.).

### 1990-2000
В 1990-е, когда развитие компьютеров и художественных программ меняло облик искусства создания постеров, Струзан начинает осваивать новые территории, работая в индустрии комиксов, коллекционного искусства и сувенирной продукции. Параллельно Струзан создаёт постеры к картинам «Крюк», «Хеллбой» и «Гарри Поттер и философский камень». Другие работы включают портреты принцессы Дианы, арт к настольной игре «Clue» (издание 1996 года) и почтовые марки. С 1995 по 1997 года работы Струзана выставлялись в Японии. В 1999 году состоялась выставка «Drew: Art Of The Cinema» в музее Нормана Роквелла в Стокбридже, штат Массачусетс. Работая над первым эпизодом «Звёздных войн», Джордж Лукас установил жёсткие условия, согласно которым работы Струзана станут единственными, участвующими в рекламной кампании картины за рубежом, а сами работы не могут быть изменены ни в каком виде. Закончив продолжительную работу над постерами к картине «Индиана Джонс и Королевство хрустального черепа», 3 сентября 2008 года Струзан объявил о том, что заканчивает свою карьеру.
В 2009 вместе с Джимом Сандерсом из студии «Reel Ideas» поработал над DVD-релизом о создании постера к фильму «Хеллбой: Герой из пекла», демонстрируя каждый этап создания постера. Съёмки проходили в студии Струзана. В феврале 2009 состоялась выставка «Drew Struzan: An Artist’s Vision» в Нулеус-Гэлери в Алгамбре, штата Калифорния — там были выставлены избранные работы художника за последние 10 лет. В сентябре 2009 работы Струзана по случаю 50-летнего юбилея куклы «Барби» были опубликованы в журнале «Kurv». В 2010 году режиссёр Эрик Шарки снял документальный фильм «Drew: The Man Behind The Poster», рассказывающий о жизни и творчестве Струзана. Фильм также содержал интервью с деятелями кино и звёздами фильмов, к которым Струзан создавал постеры. В съёмках приняли участие Харрисон Форд, Джордж Лукас, Майкл Джей Фокс, Гилльермо Дель Торо, Стивен Спилберг и Томас Джейн. Музыку к фильму написал обладатель нескольких премий, композитор Райан Шор.

## Личная жизнь
У Струзана есть жена Дилан и сын по имени Кристиан. Дрю работает в мастерской своего дома в Калифорнии.

## Проекты

### Музыкальные альбомы
- Baron Con Tollbooth & The Chrome Nun (альбом Jefferson Airplane)
- Blam! (альбом The Brothers Johnson)
- Fantasy (альбом Carole King)
- Greatest Hits (альбом Alice Cooper)
- I-Empire (альбом Angels & Airwaves)
- In Memoriam (альбом Modern Jazz Quartet)
- Main Course (альбом Bee Gees)
- Memphis (альбом Roy Orbison)
- One More River To Cross (альбом Canned Heat)
- Phoenix (альбом Grand Funk Railroad)
- Pickin' Up The Pieces (альбом Poco)
- Rough Riders (альбом Lakeside)
- Sabbath Bloody Sabbath (альбом Black Sabbath)
- Scorching Beauty (альбом Iron Butterfly)
- Shape Of Things To Come (альбом Max Frost & The Troopers)
- Shot Of Love (группы Lakeside)
- Welcome To My Nightmare (альбом Alice Cooper)

### Постеры к фильмам
| - Индиана Джонс: В поисках утраченного ковчега - Индиана Джонс и храм судьбы - Индиана Джонс и последний крестовый поход - Индиана Джонс и Королевство хрустального черепа - Звёздные войны - Рэмбо: Первая кровь - Гарри Поттер и Философский камень - Гарри Поттер и Тайная комната - Назад в будущее - Флинтстоуны - Мгла - Остров Головорезов - Утиные истории: Заветная лампа - Балбесы - Зелёная миля - Гарри и Хендерсоны - Побег из Шоушенка - Секретные материалы: Борьба за будущее | - Фокус-покус - Хеллбой: Герой из пекла - Инопланетянин - Крюк - Полицейская академия - Сахара (1983) - Сахара (2005) - Ходячие мертвецы - Нечто (1982) - Мы вернулись! История динозавра - Американский хвост - Бегущий по лезвию - Гонки «Пушечное ядро» - Маппеты - Поездка в Америку - Рискованный бизнес - Ковбои против пришельцев (неиспользованный) |

### Документальные фильмы
- 2009: «Conceiving & Creating The Hellboy Movie Poster Art»
- 2011: «Drew: The Man Behind The Poster»

### Публикации
- 1999: «The Art Of Drew Struzan: Star Wars Portfolio» (ISBN 0-9672928-0-8)
- 2004: «The Movie Posters Of Drew Struzan» (ISBN 0-7624-2083-9)
- 2011: «Drew Struzan: Oeuvre» (ISBN 0-9732786-7-6)

### Игры
- Star Wars: Shadows Of The Empire
- Indiana Jones & The Emperor's Tomb

## Награды
- 2002 год: Премия «Сатурн» в номинации «Life Career Award»
- 2010 год: Премия «Inkpot Award» в номинации «Outstanding Achievement In Illustration»